# Знято перед авдиторією в студії
«Зня́то пе́ред авдито́рією в сту́дії» (англ. Filmed Before a Live Studio Audience) — перший епізод американського телевізійного мінісеріалу «ВандаВіжен», заснованого на коміксах Marvel із персонажами Вандою Максимовою / Багряною відьмою та Віженом. Епізод розповідає про те, як молодята намагаються приховати свої сили, живучи ідилічним життям у передмісті у містечку Веств’ю, штат Нью-Джерсі. Дія епізоду розгортається в Кіновсесвіті Marvel (КВМ), події якого відбуваються пару тижнів після «Месники: Завершення». Його написала головна сценаристка Джек Шефер, а режисером став Метт Шакман.
Елізабет Олсен і Пол Беттані повторюють свої відповідні ролі Ванди Максимової і Віжена з серії фільмів, а також Дебра Джо Рапп, Фред Меламед і Кетрін Ган. Розробка почалася в жовтні 2018 року, а в січні 2019 року Шефер найняли для написання епізоду та головної сценаристки серіалу. Шакман приєднався того ж серпня. Епізод віддає данину ситкомам 1950-х і 1960-х років, зокрема «Шоу Діка ван Дайка» та «Я люблю Люсі». Зйомки проходили перед авдиторією в струдії протягом двох днів на початку листопада 2019 року на Pinewood Atlanta Studios в Атланті, штат Джорджія. Він був знятий у чорно-білому кольорі та використовував багато відповідних періоду практичних спецефектів і дротяних кляпів.
«Знято перед авдиторією в студії» вийшов на стрімінговий сервіс Disney+ 15 січня 2021 року. Критики високо оцінили точне відтворення елементів ситкому тієї епохи та ролі Олсен, Беттані та Ган. Цей епізод мав найпопулярнішу прем’єру на Disney+ у перші вихідні, поки його не перевершила прем’єра серіалу «Сокіл та Зимовий солдат» у березні 2021 року. Він отримав кілька нагород, у тому числі три номінації на премію «Еммі», вигравши одну за найкращі фентезі/науково-фантастичні костюми.

## Сюжет
Новоспечена пара Ванда Максимова і Віжен переїжджають до містечка Веств’ю, штат Нью-Джерсі, у 1950-ті роки. Вони намагаються адаптуватися з новими сусідами, незважаючи на те, що Віжен був андроїдом, а Максимова має телекінетичні здібності. Одного разу вони помічають серце, намальоване на календарі, але не можуть згадати, що воно означає. Віжен вражає своїх колег у Computational Services Inc. своєю швидкістю, але він не впевнений, чим насправді займається компанія. Їхня сусідка Аґнес представляється Максимовій, і пара приходить до висновку, що серце символізує річницю Максимової та Віжена. Аґнес допомагає Максимовій підготуватися до свята. Бос Віжена містер Гарт нагадує йому, що Максимова і Віжен запросили його та дружину на вечерю того вечора, що насправді і символізує серце на календарі.
Тієї ночі Максимова і Віжен намагаються приховати свої здібності, готуючи в останню хвилину вечерю для Гартів з допомогою Аґнес. Коли вони сідають за стіл, Гарти запитують Максимову та Віжена про них самих, але пара не може пояснити, звідки вони прийшли. Містер Гарт розлютився і задихається їжею, після чого формат ситкому епізоду вщухає. Віжен використовує свої сили, щоб прибрати їжу з горла містера Гарта на прохання Максимової. Формат ситкому повертається, і Гарти дякують Максимовій і Віжену за вечерю перед від’їздом. Коли Максимова та Віжен знову підтверджують своє кохання одне до одного, з’ясовується, що ці події відбуваються у вигаданому ситкомі «ВандаВіжен», який хтось дивиться за допомогою технологій 21-го століття.
Рекламний ролик під час програми «ВандаВіжен» рекламує тостер Stark Industries ToastMate 2000.

## Виробництво

### Розробка

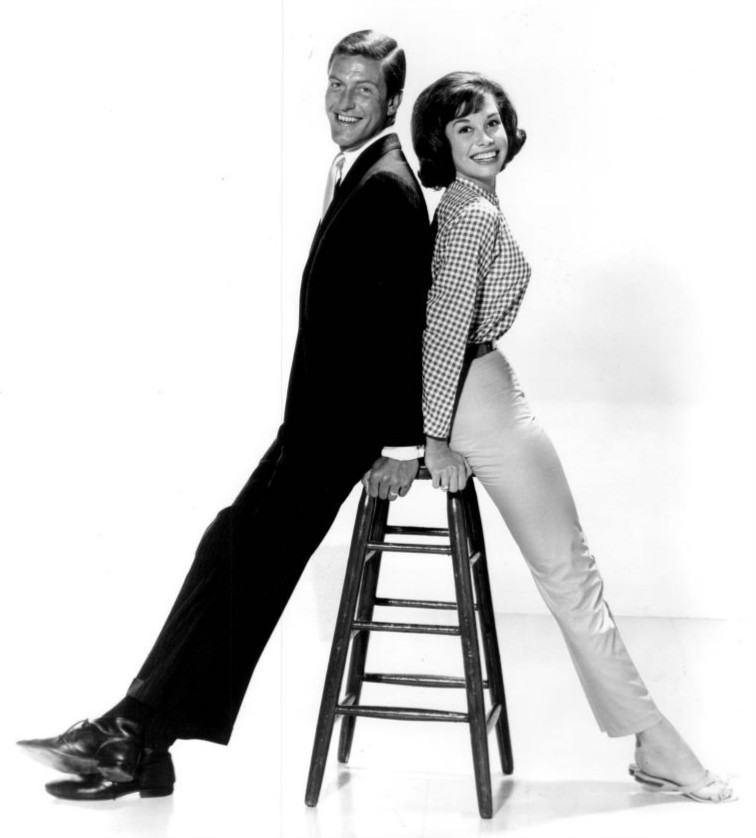
Рекламне фото Діка Ван Дайка в ролі Роба та Мері Тайлер Мур у ролі Лаури з «Шоу Діка Ван Дайка». «Знято перед авдиторією в студії» віддає належне цьому серіалу, а стосунки між Робом і Лаурою надихнули на зображення Ванди Максимової та Віжена в епізоді. Що цікаво, Ван Дайк консультував творчу команда «ВандаВіжен».

До жовтня 2018 року Marvel Studios розробляла серіал з Вандою Максимовою Елізабет Олсен і Віженом Пола Беттані з фільмів Кіновсесвіту Marvel (КВМ) у головних ролях. У січні 2019 року Джек Шеффер була найнята головною сценаристкою «ВандаВіжен» і мала намір написати перший епізод серіалу. У серпні Метт Шакман був найнятий режисером міні-серіалу, а Шеффер і Шакман стали виконавчими продюсерами разом із Кевіном Файґі з Marvel Studios, Луїсом Д'Еспозіто та Вікторією Алонсо. Файґі описав серіал як частину ситкому, частину «епопеї Marvel», віддаючи данину багатьом епохам американських ситкомів. Олсен описала перший епізод як «велику пісню про кохання до шоу Діка Ван Дайка», хоча він також віддає належне іншим серіалам, таким як «Я кохаю Люсі». Щоб відтворити стиль цих серіалів, Шеффер, Шакман і Файґі консультувалися з Діком Ван Дайком, зіркою однойменного ситкому 1960-х років, щоб дізнатися, як цей серіал може бути «дуже широким із дурними фізично-комедійними ґегами, і все ж це ніколи не відчуває фальші». Ван Дайк сказав їм, що його шоу керується тим, що може і не може статися в реальному житті. У січні 2021 року було оголошено назву першого епізоду «Знято перед авдиторією в студії».

### Сценарій
З усіх стилів ситкому, яким віддає шану серіал, Шефер виявила епоху 1950-х років однією з найскладніших для написання через діалог «скоромовка-скоромовка», який вона спробувала відтворити в цьому епізоді. Вона зазначила, що це «найповніший ситком» епізод серіалу, а пізніші епізоди вводять більше елементів поза форматом ситкому. Це означало, що епізод мав найменшу кількість міфології, що призвело до найменшої кількости змін у серіалі лише з вісьмома переглядами сценарію.
Дві сцени, які були задумані на ранніх стадіях розробки, це початок з Максимової і Віжена на кухні та сцена з Віженом на його роботі. Сцена на кухні мала визначити тон і передумови серіалу та переконати глядачів продовжувати перегляд, незважаючи на несподіваний формат ситкому 1950-х років. Шефер сподівалася зробити це з розважального початку епізоду, і раннім відкриттям для неї під час написання сцени стала «мила взад і вперед» між Максимовою та Віженом, яка була натхненна стосунками між парами в ситкомах 1950-х і 1960-х років. Шеффер відчула, що весь серіал залежить від привабливости стосунків Максимової та Віжена, які для цього епізоду вона спеціально заснувала на «чарівних, близьких і привабливих» стосунках між Робом і Лаурою Петрі (Ван Дайк і Мері Тайлер Мур відповідно) у фільмі «Шоу Діка Ван Дайка». Вона також описала Максимову як «повноцінну Донну Рід» в епізоді, а Аґнес надихнулась «згадливими до сексу, але назавжди відмовленими як сусідці середнього віку», такими як Етель у «Я кохаю Люсі», місіс Роупер у фільмі «Троє – це компанія» та Мона у фільмі «Хто бос?». Основним конфліктом у сценах ситкому є непорозуміння між Максимовою і Віженом щодо їхніх планів на вечерю, на які Шефер зупинилася після мозкового штурму ідей зі сценаристами серіалу Лаурою Донні та Маккензі Дор, а також з асистентом сценаристів Клеєм Лапарі.
Сцена вечері з Гартами в кінці епізоду була однією з найскладніших для Шефер. Вона хотіла, щоб цей епізод «заколисав авдиторію в режим ситкому... а потім зруйнував це» ключовим моментом під час вечері, але спочатку не знала, що це може бути. Вона знала, що це не передбачає появи суперлиходія, оскільки це не відповідатиме характеру серіалу. Шефер проконсультувалася зі сценаристами щодо їхніх ідей, і вони обговорили, що може статися, що засмутить авдиторію. Вони переглянули епізоди минулих ситкомів, які стосувалися спеціальних тем, таких як вживання наркотиків, оскільки Шефер відчула, що вони створюють незручне відчуття для авдиторії, яка відійшла від привабливости ситкомів. Вона вирішила, що містер Гарт вдавиться їжею під час сцени вечері і ледь не помре, що, на її думку, було простим рішенням, але тим, що виділялося б як незручний і заплутаний момент у ситкомі. Вона сподівалася, що те, що містер Гарт задихається, матиме такий же емоційний вплив на глядачів, як і сцена бійки у фільмах. Шефер написала у сценарії, що стиль зйомок для цієї серії зміниться з багатокамерної установки в стилі ситкому і перетвориться на крупні плани всередині знімального майданчика.
Серіал містить фальшиві рекламні ролики, які, за словами Файґі, вказують на те, що «частина правди шоу починає просочуватися», зокрема «Знято перед авдиторією в студії», включаючи рекламу, яка рекламує тостер Stark Industries ToastMate 2000 з слоґан «Забудь минуле, це твоє майбутнє!». Тостер має блимаючий червоний індикатор, який є першим кольором у серії, і має звуковий ефект, що нагадує репульсори Тоні Старка «Залізної людини». У тому числі продукт Stark Industries вказує на Тоні, який виготовив зброю, використану для бомбардування Соковії та вбивства батьків Максимових, як показано в «Месники: Ера Альтрона» (2015). Абрагам Рісман із Vulture зазначив, що «тостер» є звичайною образою для роботів у науковій фантастиці, і підкреслив миготливе світло для введення кольору та моргання досить довго, щоб Різман почувався незручно. Його колега Саванна Салазар сприйняла рекламний слоґан як посилання на те, що Максимова дала волю своєму гніву на Старка, коли вона приєдналася до Месників, і погодилася з Райзменом у тому, що тостер є метафорою Віжена. Брентон Стюарт з Comic Book Resources сказав, що світло мало «особливу загрозливість», що створювало в рекламі «тривожне відчуття бомби, яка ось-ось вибухне». Стюарт також звернув увагу на сексистську природу рекламного ролика, що відповідає епосі, і на те, як слоґан натякав на поточну ситуацію Максимоффа.

### Кастинг
У епізоді знімаються Елізабет Олсен у ролі Ванди Максимової, Пол Беттані у ролі Віжен, Дебра Джо Рапп у ролі місіс Гарт, Фред Меламед у ролі містера Гарта та Кетрін Ган у ролі Агнес. Також як мешканці Веств’ю з’являються Асіф Алі в ролі Норма, Девід Ленґель у ролі Філа Джонса та Амос Ґлік у ролі листоноші Денніса. Ітамар Енрікес і Вікторія Блейд зображують чоловіка і жінку в рекламі тостера ToastMate 2000. Наприкінці епізоду Кет Деннінґс з’являється в титрах як Дарсі Льюїс, причому видно лише її руку; серіал показує, що ця рука належить Льюїс у четвертому епізоді «Ми перериваємо цю програму».

### Дизайн
Шакман і оператор Джесс Голл зібрали колекцію зображень із існуючих серіалів, які вплинули на обрамлення, композицію та кольори сюжету епізоду ситкому, а Голл створив спеціальну кольорову палітру з 20 до 30 кольорів для епізоду на основі цих еталонні зображення, щоб він міг контролювати «візуальну цілісність кольору» епізоду. Голл працював з художником-постановником Марком Вортінґтоном і художником по костюмах Мейсом С. Рубео, щоб переконатися, що декорації та костюми для епізоду відповідали його колірній палітрі. Голл намагався створити автентичний чорно-білий вигляд епізоду 1950-х років, але йому довелося збалансувати це з платформою серіалу 4K HDR. Для цього він використав цифрові проміжні (DI) методи з чорно-білою таблицею пошуку (для перетворення кольорів у остаточний вигляд під час процесу DI), яка контролювала фактор HDR і розширений динамічний діапазон. Команда Вортінґтона повинна була дізнатися, як працюють різні кольори під час зйомки в чорно-білому режимі і провів триденні кольорові тести.
Костюм і весільна сукня, які носили Віжен і Максимова в перших титрах, були виготовлені для серіалу, а сукня була створена як данина поваги весільній сукні Одрі Гепберн у фільмі «Забавне личко» (1957). Рубео вважала, що ця сукня була найкрасивішою весільною сукнею того періоду, і придбав ту саму тканину, яка була використана для фільму, з фабрики у Франції. Рубео довелося погоджуватися з Вортінґтоном, щоб переконатися, що кольори костюмів не зливаються з декораціями під час зйомок у чорно-білому режимі, оскільки її початковий костюм для Максимової не вирізнявся з кольором кухонного гарнітура і мав бути налаштований. Візажистка Тріша Сойєр і перукарка Карен Бартек мали на меті зобразити Максимову як ідеальну домогосподарку 1950-х у епізоді з «ідеально завитими пасмами та бездоганним макіяжем». Вони розглядали такі деталі, як форма її брів і нігтів, а також те, як певні кольори перетворюються на чорно-білий. Для зйомки чорно-білих сцен Беттані було пофарбовано в блакитний колір, а не в темно-бордовий колір Віжена, оскільки блакитний краще виглядав на зображенні у відтінках сірого. Крім того, Олсен використала більш рожевий відтінок тонального крему, синьо-зелені тіні для повік «яйце Робіна», рожево-червоний колір нігтів і більш темний рожевий відтінок для губ, щоб створити природний вигляд для зйомок у чорно-чорних тонах. білий. Потрібні були тести камери, щоб знайти правильні кольори для макіяжу Олсена, Руппа та Беттані. Перуки були використані для зачіски в епізоді, щоб дозволити знімати його одночасно з іншими епізодами без необхідности змінювати волосся акторів, щоб змінювати їх між епохами. 

Шрифт, використаний для програми «ВандаВіжен», натхненний Шоу Діка ван Дайка

Perception, яка створила послідовність кінцевих титрів для серіалу, також створила новий логотип Marvel Studios і початкову послідовність титрів для цього епізоду. Логотип змінюється зі звичайного логотипу Marvel Studios на чорно-білий із співвідношенням сторін 4:3. Фанфари логотипу також звучать так, ніби вони виходять зі старих динаміків телевізора. Графіка для початкових назв була натхненна графікою в «Шоу Діка Ван Дайка», і Perception також зробили заключну картку епізоду, на якій зображені Максимова і Віжен у рамці в стилі «Я кохаю Люсі». Крім того, Perception надала графіку для фальшивої реклами епізоду, заснованої на подібних рекламних роликах 1950-х років.

### Зйомки
Зйомки почалися на початку листопада 2019 року на Pinewood Atlanta Studios в Атланті, штат Джорджія, з режисером Шакманом, і Голлом, який виступає як оператор. У епізоді «Знято перед авдиторією в студії» використовувалась установка з декількома камерами, і він був знятий у чорно-білому режимі протягом двох днів перед авдиторією в студії, щоб імітувати класичні зйомки ситкому. Група друзів і сім'ї Marvel Studios виступала в якості глядачів студії, включно зі зіркою серіалу Тейоною Парріс, оскільки ще вона не з'являється в епізоді. Співвиконавча продюсерка Мері Ліванос відчула, що глядачі викликали «справді чудову, щиру» реакцію на епізод, що перевершило очікування продюсерів. Олсен і Беттані спочатку вагалися щодо живої авдиторії, але до кінця зйомок вони «погодилися продовжувати вести шоу» таким чином. Через авдиторію сцени з цього епізоду не можна було скоригувати пізніше під час виробництва. Шефер вважала цей аспект захоплюючим і описала епізод як «дуже химерну п'єсу на одну дію».
Як і в минулих багатокамерних ситкомах, епізод репетирували тиждень перед зйомками. Багато змін до епізоду було внесено протягом цього тижня, а не під час написання сценарію, включно з «витонченням жартів і посиленням фізичних комедійних фрагментів». Під час зйомок знімальна група була одягнена в костюми, відповідні тому періоду. Соєр і Бартек були на знімальному майданчику під час зйомок, щоб підправляти акторів між дублями, що передбачало «вбігти дуже швидко, коли у нас була хвилина... як у [справжньому] ситкомі». Співвідношення сторін 4:3 використовується для чорно-білих сцен з переходом до сучасного широкоформатного співвідношення 2,40:1 для останнього кадру епізоду, дія якого відбувається за межами вигаданої програми «ВандаВіжен». Голл насолоджувався форматом 4:3, тому що він міг використовувати її як «драматичний інструмент». Він випробував об’єктиви камер 1950-х років, але їх було небагато доступних для серії, і він виявив, що вони крихкі. Натомість Голл працював із Panavision над модифікацією сучасних об’єктивів, щоб вони відповідали характеристикам старих об’єктивів, які йому подобалися. Отримані лінзи створювали «такого роду рівномірне спадання по краях», що добре працювало в квадратному співвідношенні сторін 4:3 і було ефектом, відповідним періоду.
Голл використовував вольфрамові лампи, які були звичайними для тієї епохи з налаштуванням освітлення, що включає багато верхніх старовинних ліхтарів для створення «рівномірного, м’якого освітлення», яке дозволяє акторам переміщатися в різні кімнати на знімальному майданчику під час зйомок наживо. Під час зйомок команда спецефектів пересувала реквізит за допомогою дротяних установок і використовувала трюки камери, щоб створити ефект магії Максимової, як це було зроблено в таких серіалах, як «Зачаровані» та «Я мрію про Джинні». Кадри зі стрибками використовувалися, щоб зобразити Максимову, яка чарівним чином змінює одяг. Пришвидшені дії Віжена були досягнуті за рахунок низького обертання камери та регулювання її витримки для створення розмиття руху в камері.
Додаткові зйомки проходили без глядачів студії, коли щось йшло не так з ілюзією Максимової в сцені вечері з Гартами. Шакман використовувала лінзи, освітлення та звуковий дизайн, щоб змінити настрій для цього, натхненний «Сутінковою зоною», і відчув, що перехід від сцен багатокамерного ситкому був «дуже драматичним». У сцені вечері місіс Гарт неодноразово каже «перестань», для чого Шакман наказав Руп поводитися так, ніби в неї одна емоція всередині, а інша на обличчі. Рупп сказала, що збалансування легковажности та жаху сцени було одним із найцікавіших речей, які вона робила в серіалі, і описала вплив «СутінковоЇ зони» як «геніальний». Сцена задухи включає в себе кадри, що озираються назад, де повинна бути авдиторія ситкому, щоб показати, що там є стіна, коли ілюзія Максимова ламається.

### Редагування
Монтажер Тім Рош сказав, що цей епізод було легше змонтувати, ніж деякі з пізніших, через те, як його знімали перед живою авдиторією, оскільки актори та Шакман відрепетирували епізод достатньо, щоб була чітка дорожня карта для монтажу має бути залежно від дії на екрані та доступного покриття камери. Єдина річ, яка була не такою легкою для Роша, — це визначення темпу епізоду, оскільки він виявив, що серіали 1950-х років мають швидший темп, ніж він спочатку припускав, але це пояснюється грою акторів більше, ніж монтажем. стиль. Roche використав ефекти перемотування назад і переходи витирання в епізоді.

### Візуальні ефекти
Тара ДеМарко працювала керівником візуальних ефектів для «ВандаВіжен», а візуальні ефекти епізоду створювали Monsters Aliens Robots Zombies (MARZ), Framestore, RISE, The Yard VFX і Luma. Демарко використовувала виступ Віжена у «Месники: Ера Альтрона» (2015) як остаточну версію персонажа, підходячи до візуальних ефектів для нього у «ВандаВіжен». На знімальному майданчику Беттані була в лисій кепці та нафарбована на обличчі, щоб відповідати кольору Віжена, а також маркери для відстеження для команд візуальних ефектів. Потім для створення персонажа використовувалися складні 3D-техніки та цифрові технології макіяжу, причому частини обличчя Беттані замінювалися CGI кадр за кадром; зазвичай зберігалися лише очі, ніс і рот актора. MARZ спочатку попросили перезняти знімок Віжена з «Месники: Ера Альтрона» як тест, і його найняли для роботи над «ВандаВіжен», коли Marvel сподобалися результати. Продавець відповідав за створення Віжена у перших трьох епізодах серіалу, включаючи 50–60 кадрів у першому епізоді.
Керівник ефектів MARZ Раян Фрір сказав, що цей епізод створив додаткові труднощі порівняно з їхнім першим пробним знімком, оскільки це був перший раз, коли Віжена побачили в чорно-білому та створювали комедійний фарс. Вони провели додаткові тести на ранніх кадрах із серіалу, щоб переконатися, що вони можуть зберегти гру Беттані, яка включала багато «цих неймовірних виразів ситкому 50-х із надуванням щік і таким іншим». Шакман і Беттані спочатку були стурбовані тим, як виглядатимуть ефекти в цьому контексті, але їхні страхи розвіялися після перегляду перших кадрів, які MARZ зробив для епізоду. Фрір сказав, що анімація обличчя Віжена, щоб вона відповідала виконанню Беттані, була «нудною» і включала багато ручної роботи, щоб шия персонажа збігалася з коміром одягу Беттані, а також щоб очистити фон навколо голови Віжена. Для більшости сцен епізоду MARZ повністю відтворив освітлення на знімальному майданчику, щоб мати можливість правильно освітлити обличчя персонажа. Іноді вони повертали певні відблиски з обличчя Беттані, щоб надати обличчю Віжена «більше характеру», а іноді вони зменшували кількість відбитого світла, щоб зробити ефект більш переконливим. Маркери відстеження на обличчі Беттані потрібно було видалити, перш ніж можна було застосувати до нього остаточні візуальні ефекти, і MARZ створив програму штучного інтелекту, яка могла автоматично видалити маркери з 50 знімків протягом трьох годин, що в іншому випадку вимагало б більше ручної праці, щоб видалити з кожного кадру. Щоб надати Віжену більш «здорового» вигляду, цифрові контактні лінзи, які використовувалися у фільмах і наступних епізодах, не були додані до очей Беттані в перших трьох епізодах, а його вії не були видалені цифровим способом, як зазвичай.
ДеМарко сказав, що сучасні візуальні ефекти були використані для видалення дротів і згладжування порізів, а також для додавання дротяних кляпів, які не знімалися. Наприклад, кухня має поєднання практичних дротяних кляпів і CGI, щоб допомогти «заповнити сцену». Фрір зауважив, що об’єкти CG, додані на кухню, мали відповідати практичним і виглядати «похмурими та нечасовими». Кадри, на яких Віжен змінюється між його людською та синтезоїдною формами та використовує свої здібності, також були розроблені для імітації ефектів, відповідних періоду, із «клубами диму та зоряним блиском», доданим MARZ. Сцена, де Максимова змушує обручки з’явитися на її та пальцях Віжена, спочатку була створена шляхом вирізання кадру без кілець до кадру з кільцями. Marvel вважав, що результат був надто бездоганним для ситкому 1950-х років, тому MARZ цифрово налаштував руки акторів у кадрах, щоб зробити стрибок більш очевидним. ДеМарко назвав останній знімок епізоду, який повільно переходить від чорно-білого у співвідношенні сторін 4:3 до повноколірного співвідношення сторін 2:40:1, як один із найскладніших візуальних ефектів серіалу.

### Музика
«A Newlywed Couple», головна пісня епізоду, створена Крістен Андерсон-Лопез і Робертом Лопезом, мала згадати «світанок телебачення». Серед них була «оптимістична група голосів, яка джазово співала» про кохання між Максимовою і Віженом, і вони були в захваті від використання таких слів, як «gal» і «hubby», а також «big musical batfall» у середині пісні. «Gal» використовується разом із триплетом, щоб об’єднати «ліричний і музичний вибір разом» і зробити тему звучаною так, ніби вона була написана наприкінці 1950-х років.
Композитор Крістоф Бек створив «класичну джазову музику» для епізоду, яка була записана з невеликим оркестром, типовим для телесеріалів 1950-х років. Він також представив кілька тем в епізоді, які він повторив пізніше в серії, включаючи тему кохання Максимової та Віжена, коли Максимова створює для них каблучки, і «остаточну» тему Бека для Максимова, яку можна почути під час кінцевих титрів. Музика Бека для сцени задухи переходить від стилю епохи до «напруженого твору», натхненного музикою, яку Бернард Геррманн написав для фільмів Альфреда Гічкока. Також в епізоді звучить пісня «Yakety Yak» групи Coasters. 22 січня 2021 року Marvel Music і Hollywood Records випустили альбом із саундтреком до епізоду, який містить музику Бека. Перший трек — тема пісні Андерсон-Лопес і Лопез.
| ВандаВіжен: Епізод 1 (Оригінальний саундтрек) | ВандаВіжен: Епізод 1 (Оригінальний саундтрек)  | ВандаВіжен: Епізод 1 (Оригінальний саундтрек) |
| #                                             | Назва                                          | Тривалість                                    |
| --------------------------------------------- | ---------------------------------------------- | --------------------------------------------- |
| 1.                                            | «A Newlywed Couple»                            | 0:54                                          |
| 2.                                            | «Toast-Mate 2000»                              | 0:53                                          |
| 3.                                            | «Dinner Is Served»                             | 0:25                                          |
| 4.                                            | «Calendar Confusion»                           | 1:04                                          |
| 5.                                            | «Frog in My Throat»                            | 1:48                                          |
| 6.                                            | «Thank You for Coming»                         | 0:44                                          |
| 7.                                            | «Parcheesi»                                    | 1:03                                          |
| 8.                                            | «Rings»                                        | 0:36                                          |
| 9.                                            | «Wanda's Theme (End Credits from WandaVision)» | 1:47                                          |
| 9:14                                          |                                                |                                               |

## Маркетинг
На початку грудня 2020 року щодня випускалося шість постерів до серіалу, кожен з яких описував десятиліття з 1950-х до 2000-х років. Чарльз Пулліам-Мур з io9 зазначив, що плакат 1950-х років був «на перший погляд досить скромним», зображуючи «невибагливу вітальню» того десятиліття, але «шпалери, що злущуються, щоб показати статичну реальність, що ховається просто під поверхнею, передають що в міру розвитку «ВандаВіжен» все буде ставати ще дивнішим». Після випуску епізоду Marvel оголосила про товари, натхненні цим епізодом, як частину своєї щотижневої рекламної акції «Marvel Must Haves» для кожного епізоду серіалу, включаючи сорочки, аксесуари, домашній одяг, Funko Pops і набір кілець від Entertainment Earth на основі ті, які носять Максимова та Віжен. У лютому 2021 року Marvel співпрацювала з шеф-кухарем Джастіном Ворнером, щоб випустити рецепт Lobster Thermidor на основі того, який Аґнес дає Максимовій в епізоді.

## Випуск
«Знято перед авдиторією в студії» вийшов на стрімінговому сервісі Disney+ 15 січня 2021 року. Епізод спочатку був зазначений як «Епізод 1» на сервісі, але назву було оновлено до 20 січня на «Знято перед авдиторією в студії». Хоай-Тран Буй з /Film спочатку припускав, що всі епізоди серіалу будуть без назви, і цікавився, чи не назви були приховані після випуску, щоб уникнути спойлерів, незважаючи на те, що назва першого епізоду не була особливо показовою.

## Сприйняття

### Глядацька авдиторія
Компанія Nielsen Media Research, яка вимірює кількість хвилин, які глядачі Сполучених Штатів Америки переглянули на телевізійних пристроях, поставила «ВандаВіжен» на шосте місце за кількістю переглядів серіалів у потокових сервісах за тиждень з 11 по 17 січня з 434 мільйонами переглядів. Це приблизно 6,48 мільйона повних переглядів перших двох епізодів серіалу, які були випущені 15 січня, і більше повних переглядів, ніж серіал у списку 10 найкращих оригінальних серіалів Nielsen, який мав більше хвилин перегляду, але більший доступний час.
Parrot Analytics використовувала соціальні мережі, рейтинги шанувальників і дані про піратство, щоб оцінити попит авдиторії на серіал, і виявила, що він увійшов до 0,2 відсотка найкращих серіалів у всьому світі. «ВандаВіжен» входила до 15 найкращих шоу в усьому світі за кожен із перших чотирьох днів випуску, а також до 45 найкращих шоу в США за той самий період. Мексика, Франція, Бразилія, Чилі та Німеччина були одними з її провідних міжнародних ринків протягом перших чотирьох днів. 15 січня попит на серіал був на 24,5 відсотка більший, ніж на «Мандалорця» Disney+ під час його прем’єри в листопаді 2019 року, але «ВандаВіжен» задовольняв поточний глядацький попит цього серіалу. «ВандаВіжен» мав 9,3 відсотка участі в Reelgood, онлайн-посібнику для потокового передавання з понад 2 мільйонами користувачів у США, під час прем’єрних вихідних 15–17 січня, що зробило цей серіал найбільш транслюваним за цей час, згідно з їхніми даними. Подібний сервіс, Whip Media's TV Time, визнав «ВандаВіжен» найбільш очікуваним серіалом серед користувачів американської платформи та зарахував його до другого за кількістю переглядів серіалів у світі під час свого дебютного вікенду. Відстежуючи на певних підключених смарт-телевізорах, Samba TV виявила, що 1,1 мільйона домогосподарств у США переглянули обидві перші дві серії з 15 по 18 січня, причому 1,5 мільйона дивилися «Знято перед авдиторією в студії».
У «ВандаВіжен» була прем’єра найпопулярнішого серіалу Disney+ у перші вихідні, перед прем’єрою сезону другого сезону «Мандалорця», поки Disney+ не оголосила, що її перевершила прем’єра серіалу «Сокіл і Зимовий солдат» студії Marvel у березні 2021 року.

### Оцінки критиків
Веб-сайт аґреґатор рецензій Rotten Tomatoes повідомив про 100% рейтинг схвалення із середнім балом 7,40/10 на основі 18 відгуків. Критичний консенсус сайту каже: «Знято перед авдиторією в студії» торкається дивної сторони КВМ та дає Елізабет Олсен і Полу Беттані багато місця для розминки своїх комедійних м’язів».
Роксана Гададі з RogerEbert.com сказала, що Олсен і Беттані мали чудову хімію в епізоді, і відчула, що їхня робота підняла «досить впізнаваний сюжет про звану вечерю, яка пішла не так». Сем Барсанті з The AV Club назвав перші два епізоди серіалу «абсолютною насолодою, з сивими старими ситкомами, які чомусь вбивають» і «приємно дивним, новим способом розважитися з цими персонажами», тоді як його колега Стівен Робінсон поставив епізодам «A−», відчуваючи, що Шеффер показав «до біса гарний ситком». У своєму підсумку першого та другого епізодів Крістіан Голуб з Entertainment Weekly високо оцінив гру Гана а його колега Канцлер Аґард також похвалив Олсен і Беттані, сказавши, що він часом забував, що світ ситкому серіалу був фальшивкою через те, що він «замкнений». Рецензуючи перші два епізоди для Den of Geek, Дон Кей дав їм 4 із 5 зірок і сказав, що все в першому епізоді є «любовною даниною поваги різновидам «здорових» консервативних сімейних комедій прямо середнього класу», які існували в середина 1950-х років.
Метт з IGN оцінив перші два епізоди на 7 із 10 і вважав, що це було «досить подвигом написання», оскільки в першому епізоді було багато елементів, які працювали як на «всесвіті шоу, так і на мета-рівнях», незважаючи на те, що потрібно виконувати багато важких завдань для серії. Пурслоу також сподобалася тематична пісня для епізоду, самосвідома послідовність заголовків і той факт, що SWORD, здавалося, правильно впроваджується в КВМ. Пишучи для Vulture, Абрагам Рісман дав епізоду 3 зірки з 5, сказавши, що «приємно бачити КВМ, де людям дозволено гру». Але, зрештою, залишається з’ясувати, чи є тут якийсь тематичний oomph, чи це буде просто порожня суміш добре виконаних тропів і провісників». Йому хотілося, щоб більша частина передумов шоу залишалася в таємниці від маркетингової кампанії, оскільки «раптове залучення авдиторії до жанру та формату, абсолютно протилежних тим, які вони знали раніше, було б вкрай необхідним шоком для системи для глядача, який звик до тропів КВМ».